# СО (паровоз)
СО (Серго Орджонікідзе) — радянський магістральний вантажний паровоз типу 1-5-0.

## Передумови створення
З 1933 в нових цехах реконструйованого Ворошиловградського паровозобудівного заводу розпочалося будівництво потужних паровозів типу 1-5-1 серії ФД, але інші паровозобудівні заводи та старі цехи Ворошиловградського заводу продовжували випускати паровози серії Е, конструкція яких до цього часу вже застаріла — старі, нереконструйовані, заводи будувати потужніші паровози не могли. Прагнучи створити такий тип локомотива, який міг би будуватися на усіх заводах, експлуатуватися без перебудови депо, поворотних кіл і верхньої будови колії і бути більш потужним, ніж паровози серії Е, Науково-дослідний інститут реконструкції тяги НКШС розробив ескізний проект паровоза типу 1-5-0 на базі паровоза серії Е. Перехід від типу 0-5-0 до типу 1-5-0 дозволяв при збереженні того ж навантаження від колісних пар на рейки значно збільшити котел, а отже, підвищити силу тяги задля забезпечення можливості збільшення технічної швидкості водіння вантажних поїздів.

## Проектування
Детальну розробку проекту та робочі креслення виконав колектив конструкторів Харківського паровозобудівного заводу під керівництвом П. М. Шаройко. До 7 листопада 1934 року завод побудував перший радянський паровоз типу 1-5-0, якому була присвоєна серія «СО» за першими літерами ініціалів радянського державного і партійного діяча Серго Орджонікідзе. Площа колосникової решітки котла цього локомотива склала 6 м2 проти 4,46 м2 у паровозів серії Е, газова поверхня нагріву пароперегрівача — 93,6 м2. Надалі на паровозах серії СО встановлювалися 139 димогарних труб і 52 жарові труби, при яких поверхня нагріву пароперегрівача становила 97,3 м2. Тиск пари в казані залишався рівним 14 кгс/см2.
На відміну від паровозів серії Е, що мали топки з плоскими стелями кожуха та вогневої коробки, на паровозах серії СО були зроблені радіальні топки з циліндровою стелею, які добре зарекомендували себе на паровозах серії Ел. Для зменшення заростання елементів накипом і їх прогорання замість перегрівача системи Чусова був встановлений пароперегрівач Шмідта типу Ж-241.
Машина паровоза серії СО мала такі ж розміри, як і машина паровоза серії Е (діаметр циліндрів 650 мм, хід поршня 750 мм), але відрізнялася від неї конструкцією шатуна, спарніков та наявністю посилених паралелей та пальців кривошипів. В екіпажної частини були використані колісні пари (діаметр коліс 1320 мм), букси, буксові напрямні та частково ресорне підвішування паровоза серії Е, посилена була лише вісь ведучої колісної пари. Передній одновісний бігунковий візок Бісселя був виконаний взаємозамінним з переднім візком паровозів серії ФД. Рама залишилася листовою з товщиною полотен 32 мм. Відносно слабка екіпажна частина паровоза серії СО, потужність якого значно підвищилася порівняно з паровозом серії Е, була, як з'ясувалося згодом, найбільш вразливим місцем локомотива.
Загальна маса паровоза серії СО в робочому стані становила 96,5 тонн, зчіпна маса — 87,5 тонн, середнє навантаження від рушійною колісної пари на рейки — близько 17,5 тс. Це стало підставою ставити після буквеної серії СО число 17 — СО17. Конструкційна швидкість паровоза була прийнята спочатку 65 км/год, потім була підвищена до 70 км/год, а в 1936 році — до 75 км/год.
Випробування паровоза серії СО на експериментальному кільці Науково-дослідного інституту реконструкції тяги показали, що цей локомотив більш економічний і може водити потяги масою на 6-7% більші і зі швидкістю на 30-35% вищою, ніж паровоз серії Е.
Модернізовані паровози серії СОв добре працювали на низькосортному вугіллі та витрачали менше палива на одиницю механічної роботи порівняно з паровозами серії Е за рахунок застосування водопідігріву, вентиляторної тяги і водіння поїздів більшої маси. Водночас на важких профілях, коли потрібно було встановлювати великі відсічення пара, у паровозів серії СОв турбодимососи працювали в рознос. Це змушувало машиністів зменшувати відсічку, що призводило інколи до необхідності використання штовхача, який не потрібен був би при паровозі з конусною тягою. До недоліків вентиляторної тяги відносилися її велика складність порівняно з конусної і вища вартість виготовлення та ремонту.
До початку німецько-радянської війни паровози серій СО і СОв будували Ворошиловградський, Харківський і Брянський заводи. 1938 року почав випускати паровози Улан-Уденський завод.
У 1952 році паровоз СО 18-1731 був обладнаний пристроєм для спалювання вугільного пилу. Особливістю цього пристрою були пневматичне транспортування пилу з бункера, розташованого на тендері, використання димососної тяги для подачі в топку добре перемішаної суміші пилу і повітря за допомогою турбулентних пальників та створення завихрень факела розгорнутої лійкоподібної форми. В 1953 році на дослідному паровозі була зроблена трьохкамерна топка, яка значно поліпшила процес горіння пилу.
Наприкінці 1940-х та початку 1950-х років на паровозах серії СОв вентиляторну тягу замінили конусною. Якщо такі паровози обладнувалися механічними углеподавачами, їм присвоювалося позначення серії СОм, якщо нафтовим опаленням — СОн.

## Географія розповсюдження
Те, що в період з 1934 по 1944 роки було побудовано відносно небагато паровозів серій СО і СОв, зумовило мале поширення цих локомотивів на мережі залізниць. Станом на 1 січня 1940 року паровози серії СО працювали всього на 11 залізницях. До цього часу вони обслуговували вантажний рух на напрямках:
- Могильов — Унеча — Ворожба — Люботин (Білоруська залізниця, Московсько-Київська залізниця, Південна залізниця)
- Лозова — Полтава — Гребінка (Південна залізниця)
- депо Торжок та Ржев (Калінінська залізниця)
- депо Іркутськ (Східно-Сибірська залізниця)
- депо Могзон (Забайкальська залізниця)
- депо Козятин (Південно-Західна залізниця)

Паровози серії СОв переважно експлуатувалися на Горьківській, Ленінській, Ярославській, Куйбишевській та Кіровській залізницях.

## Паровози-пам'ятники і музейні експонати

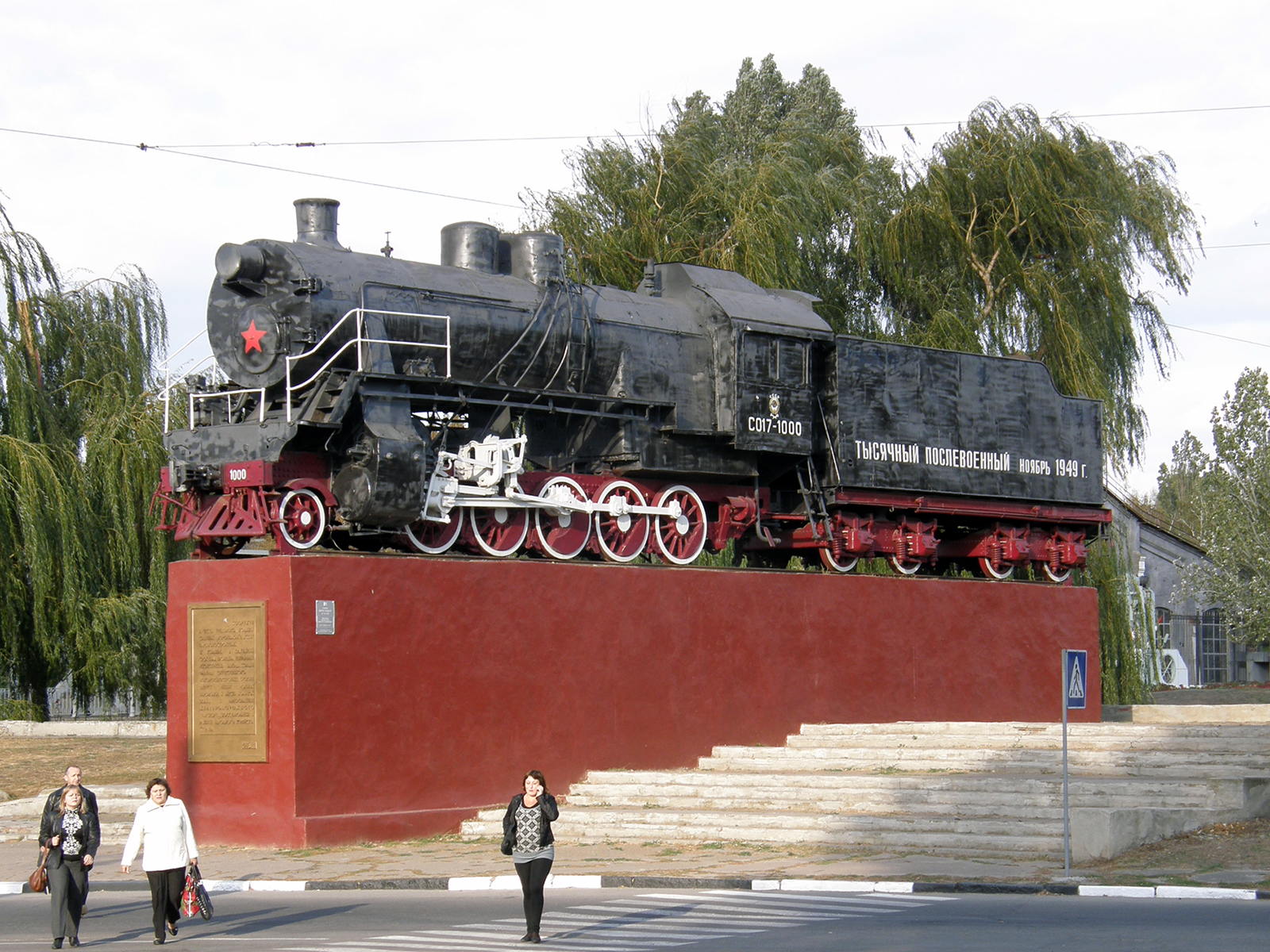
Пам'ятник СО17-1000 в Луганську

Під час Другої світової війни частина паровозів серії СО працювала в колонах особливого резерву НКШС і обслуговувала прифронтові залізниці. У 1974 році в Дніпропетровську, на станції Нижньодніпровськ-Вузол, в пам'ять про подвиги залізничників був поставлений на п'єдестал паровоз СО17-1613. У 1978 році в Луганську встановлено пам'ятник СО17-1000 — тисячний післявоєнний (1949) паровоз Ворошиловградського паровозобудівного заводу. Ще один паровоз СО17-4371, який зберігся в робочому стані, встановлений в Києві як експонат виставки рухомого складу на станції Київ.
На території локомотивного депо «Основа» (ТЧ—3), розташованого у Харкові (район Основа) знаходиться паровоз-пам'ятник CO17-2327.
Паровоз-пам'ятник СО17-1900 встановлений на території заводу ім. В. А. Малишева в Харкові в 1995 році до честь 100-річчя заводу. 